# Gerhard Jahn

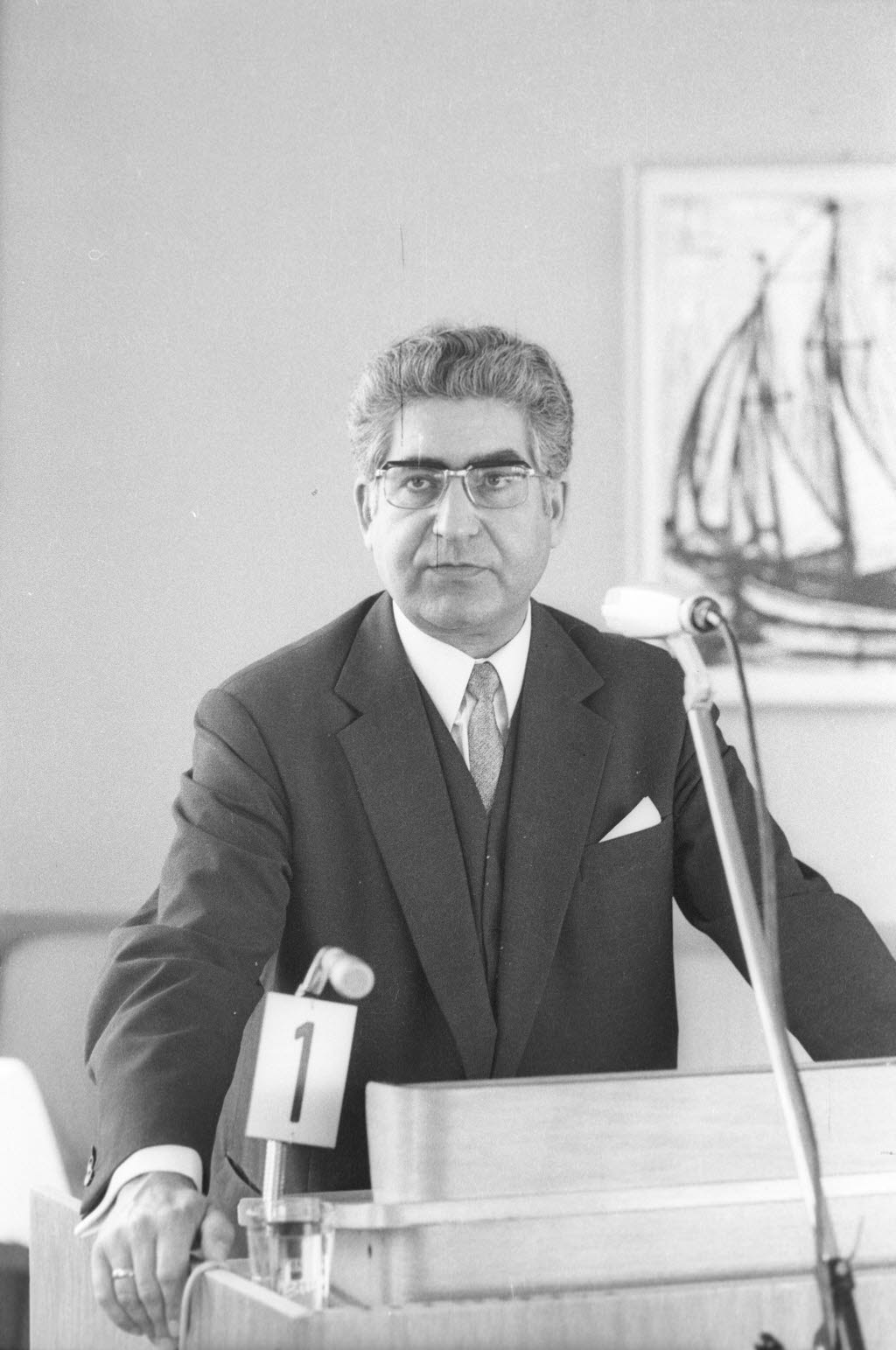
Gerhard Jahn, 1970

Gerhard Jahn (* 10. September 1927 in Kassel; † 20. Oktober 1998 in Marburg) war ein deutscher Politiker (SPD). Er war von 1967 bis 1969 Parlamentarischer Staatssekretär beim Bundesminister des Auswärtigen und von 1969 bis 1974 Bundesminister der Justiz.

## Leben

### Familie
Gerhard Jahn wurde 1927 als ältester Sohn des evangelischen Arztes Ernst Jahn und der jüdischen Ärztin Lilli Jahn geboren; Gerhard hatte vier Schwestern. Die Kinder wuchsen in der Kleinstadt Immenhausen auf, wo die Eltern gemeinsam eine Hausarztpraxis betrieben. Der Vater ließ sich 1942 von seiner jüdischen Ehefrau scheiden, um seine nichtjüdische Geliebte, die ein Kind von ihm erwartete, zu heiraten. Die im Sinne der Nationalsozialisten „halbjüdischen“, aber evangelisch getauften Kinder aus der „privilegierten Mischehe“ waren nach der Scheidung der Eltern zunehmender Bedrohung durch die Gestapo ausgesetzt. Ernst Jahn selbst wurde später nicht in die Wehrmacht einberufen und hielt sich in den letzten Monaten des Zweiten Weltkriegs zeitweise in den Wäldern rund um Immenhausen versteckt. 
Die Mutter wurde zunächst im Arbeitserziehungslager Breitenau interniert. Aus dieser Zeit stammt die umfangreiche Korrespondenz mit ihren Kindern, die später in Jahns Nachlass gefunden werden konnte. 1944 wurde sie nach Auschwitz deportiert, wo sie kurze Zeit später ermordet wurde. Jahns Schwestern wussten lange Zeit nicht, dass die mehr als 200 Briefe ihrer Korrespondenz mit der Mutter die Nachkriegswirren überlebt hatten. Den Briefwechsel Lilli Jahns mit ihren Kindern flocht Gerhard Jahns Neffe, der Spiegel-Redakteur Martin Doerry, in eine Biographie seiner Großmutter ein und veröffentlichte die Lebenszeugnisse 2002 unter dem Titel Mein verwundetes Herz.
Gerhard Jahn war zwei Mal verheiratet und hatte in erster Ehe drei Kinder.

### Ausbildung und Beruf
Jahn besuchte das humanistische Friedrichsgymnasium in Kassel, war aber 1943/44 mit seinem Jahrgang als Luftwaffenhelfer einberufen worden. Nach Kriegsende war er von 1945 bis 1946 zunächst als Landarbeiter und dann als Verwaltungsangestellter in Immenhausen tätig. Das Notabitur war ihm nach 1945 verweigert worden, 1947 aber konnte er seinen Abschluss beenden. Er absolvierte danach ein Studium der Rechtswissenschaft in Marburg, das er 1950 mit dem Referendarexamen abschloss. Nach dem Referendardienst bestand er 1956 die Große Juristische Staatsprüfung. Seit 1957 war er als Rechtsanwalt zugelassen. 1969 beteiligte er sich mit Johann Baptist Gradl und anderen an der Gründung des Wissenschaftszentrums Berlin.

### Partei
1948 trat Jahn dem SDS (Sozialistischer Deutscher Studentenbund) an seiner Hochschule Marburg bei und wurde 1950 Vorsitzender der Hochschulgruppe. Im Jahr 1949 war er zudem Mitglied der SPD geworden. Von 1950 bis 1954 war er Unterbezirkssekretär der SPD-Marburg/Frankenberg. 1956 wurde er Kreisvorsitzender der Marburger SPD und zum ersten Mal in den Marburger Stadtrat gewählt. Im folgenden Jahr folgte zudem der Einzug in den Bundestag als Abgeordneter von Marburg, dem er bis 1990 ununterbrochen als MdB angehören sollte. In diesem Zeitraum war er u. a. mehrfach Mitglied im Geschäftsführenden Vorstand der SPD-Bundestagsfraktion.
In den 1960er Jahren initiierte Jahn gemeinsam mit Adolf Arndt und Gustav Heinemann die „Rechtspolitischen Kongresse der SPD“, die eine große Aufmerksamkeit in der Fachwelt und Öffentlichkeit erlangten. Nach dem Tod seines Mentors und spiritus rectors Adolf Arndt wurde Jahn zum „Kronjuristen“ und führenden rechtspolitischen Kopf der SPD. Unter anderem vertrat er Willy Brandt und Herbert Wehner in zahlreichen juristischen Prozessen. 1969 wirkte er maßgeblich an der Erstellung von Brandts erster Regierungserklärung mit.

### Abgeordneter
Von 1956 bis 1978 war Jahn Stadtverordneter der Stadt Marburg und dort zeitweise Vorsitzender der SPD-Fraktion.
Von 1957 bis 1990 war er Mitglied des Deutschen Bundestages. Ab 1960 war er Mitglied im Vorstand der SPD-Bundestagsfraktion, von 1961 bis 1963, von 1965 bis 1967 sowie von 1974 bis 1990 als Stellvertretender Parlamentarischer Geschäftsführer. 1963 war er von diesem Posten zunächst wegen seiner Verwicklung in die sog. Spiegel-Affäre zurückgetreten.
Von 1960 bis 1961 war er Vorsitzender des Ausschusses für Wiedergutmachung. In dieser Funktion sprach er sich offen gegen den Begriff der Wiedergutmachung aus und sprach stattdessen von „Entschädigung“. In seiner Zeit als Vorsitzender versuchte er besonders, die Entschädigung in den bereits gesetzlich geregelten Fällen zu beschleunigen. Zudem forderte er im Verbund mit anderen Abgeordneten aller Parteien eine schonungslose Aufarbeitung der NS-Vergangenheit und Maßnahmen gegen ein Fortbestehen des Antisemitismus in der deutschen Gesellschaft. Von 1974 bis 1975 war er Vorsitzender des Ausschusses für Wahlprüfung, Immunität und Geschäftsordnung.

### Öffentliche Ämter

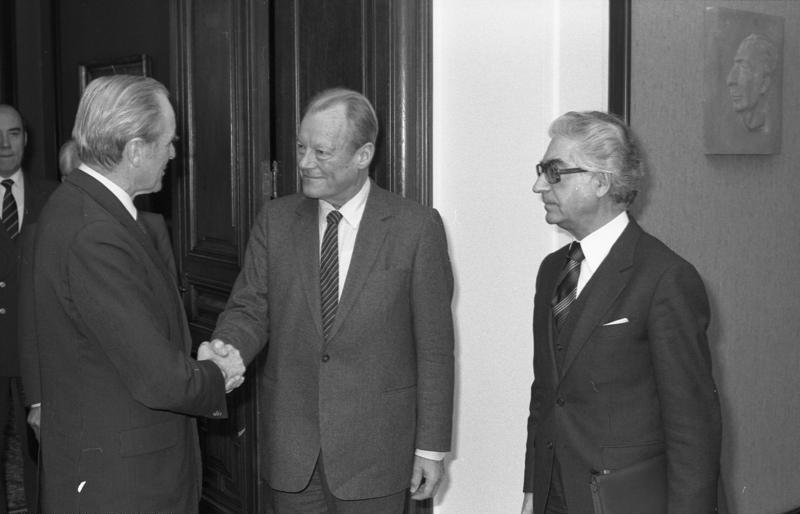
Gerhard Jahn 1983 mit Karl Carstens und Willy Brandt

Am 12. April 1967 wurde Jahn zum Parlamentarischen Staatssekretär beim Bundesminister des Auswärtigen, Willy Brandt, in der von Bundeskanzler Kurt Georg Kiesinger geleiteten Bundesregierung ernannt. Jahn unterstützte dort den gerade erst aus Berlin nach Bonn gekommenen Minister bei der Kommunikation mit dem Bundestag.
Nach der Bundestagswahl 1969 wurde er am 21. Oktober 1969 als Bundesminister der Justiz in die von Willy Brandt geführte Bundesregierung berufen. Dank Jahns jahrelangen Einsatzes für eine Aufwertung der Justizpolitik erhielt die Rechtspolitik 1969 zum ersten Mal in einer Regierungserklärung ein eigenes Kapitel. Gemäß Kanzler Brandts Losung, „Mehr Demokratie wagen“ zu wollen, begriff man in der sozial-liberalen Koalition die Rechtspolitik als ein Instrument zu einer modernen Gesellschaftspolitik. Aufbauend auf den Ideen des rechtsphilosophischen Diskurses – in den letzten Jahrzehnten von sozialdemokratischen und liberalen Rechtsgelehrten weiterentwickelt – sah ein modernes Rechtsverständnis vor allem die Neugestaltung des Dreiecks Bürger-Recht-Staat vor. Der „mündige Bürger“, so wünschte man, sollte sich in Zukunft freier und selbstverantwortlicher innerhalb gesellschaftlich tragfähiger Grenzen entfalten können. Das Strafrecht sollte von allen nicht mehr mehrheitsfähigen Moralvorstellungen entschlackt werden (Entkriminalisierung) und der Staat seine Bürger und Bürgerinnen schützen – ggf. auch vor Übergriffen durch ihn selbst oder eine seiner Instanzen. Diese Auffassung sollte u. a. in dem neuen Eherecht, aber auch in der Neuregelung der Abtreibung Berücksichtigung finden, jenen beiden Reformen, die als die wichtigsten, aber kontroversen Reformen des Justizministers Jahn begriffen werden können. Hinsichtlich der Abtreibung könnte man aber genauso sagen, dass der Schutz der Ungeborenen zugunsten der Mutter eingeschränkt wurde (zu dieser Thematik siehe auch unten).
Besonders hervorzuheben ist auch die überwiegend am 28. November 1973 in Kraft getretene Reform des Sexualstrafrechts, durch die unter anderem die Strafbarkeit der Kuppelei stark eingeschränkt wurde. Da die Bundestagswahl 1972 vorgezogen worden war, dauerte das Gesetzgebungsverfahren insgesamt drei Jahre.
In den Jahren 1969 bis 1974 erarbeitete das Justizministerium zahlreiche wesentliche Reformen, wie die Reform des Demonstrationsstrafrechts, das Gesetz über die Entschädigung für Strafverfolgungsmaßnahmen, die lange angestrebte Reform der Juristenausbildung („Staatsbürger im Talar“), die Verbesserung des Mietrechts und des Mieterschutzes, die Einführung des Kündigungsschutzes für Mietverhältnisse über Wohnraum, Änderungen im Adoptionsrecht, die Ratifizierung des internationalen Pakt über bürgerliche und politische Rechte, die Modernisierung des Genossenschaftsrechts, die Herabsetzung des Volljährigkeitsalters auf 18 Jahre, die Straffung und Beschleunigung von Strafverfahren bei gleichzeitiger Vereinheitlichung von Instanzenzügen und nicht zuletzt die Einführung der Resozialisierung als Vollzugsziel, um nur einige zu nennen. Jahns vornehmliche Projekte jedoch, die Reform des Eherechts und des Abtreibungsrechts konnte er im Laufe seiner Amtszeit wegen der erheblichen Widerstände in Politik und Gesellschaft nicht vollenden. Sein Amtsnachfolger Hans-Jochen Vogel setzte 1976/77 das neue Ehe- und Scheidungsrecht um, das den Vorstellungen von Gerhard Jahn entsprach und neben der Einführung der Zerrüttungsklausel anstatt des bisher gültigen Schuldprinzips vor allem ein fortschrittlicheres Frauenbild inner- und außerhalb der Ehe vorsah. Das Abtreibungsrecht, das – entgegen Jahns Wünschen – eine Fristenregelung vorsah, wurde 1975 vom Bundesverfassungsgericht abgewiesen und 1976 auf der Basis einer erweiterten Indikationenlösung, wie auch Jahn sie angestrebt hatte, neu formuliert.
Nach dem Rücktritt von Willy Brandt schied auch Jahn am 7. Mai 1974 aus der Regierung aus.
Von 1975 bis 1977 sowie von 1979 bis 1982 war er Vertreter der Bundesrepublik Deutschland in der Menschenrechtskommission der UNO.
Nach der deutschen Wiedervereinigung schied Jahn aus dem Bundestag aus. Manfred Stolpe berief ihn in seinen Beraterstab nach Brandenburg.

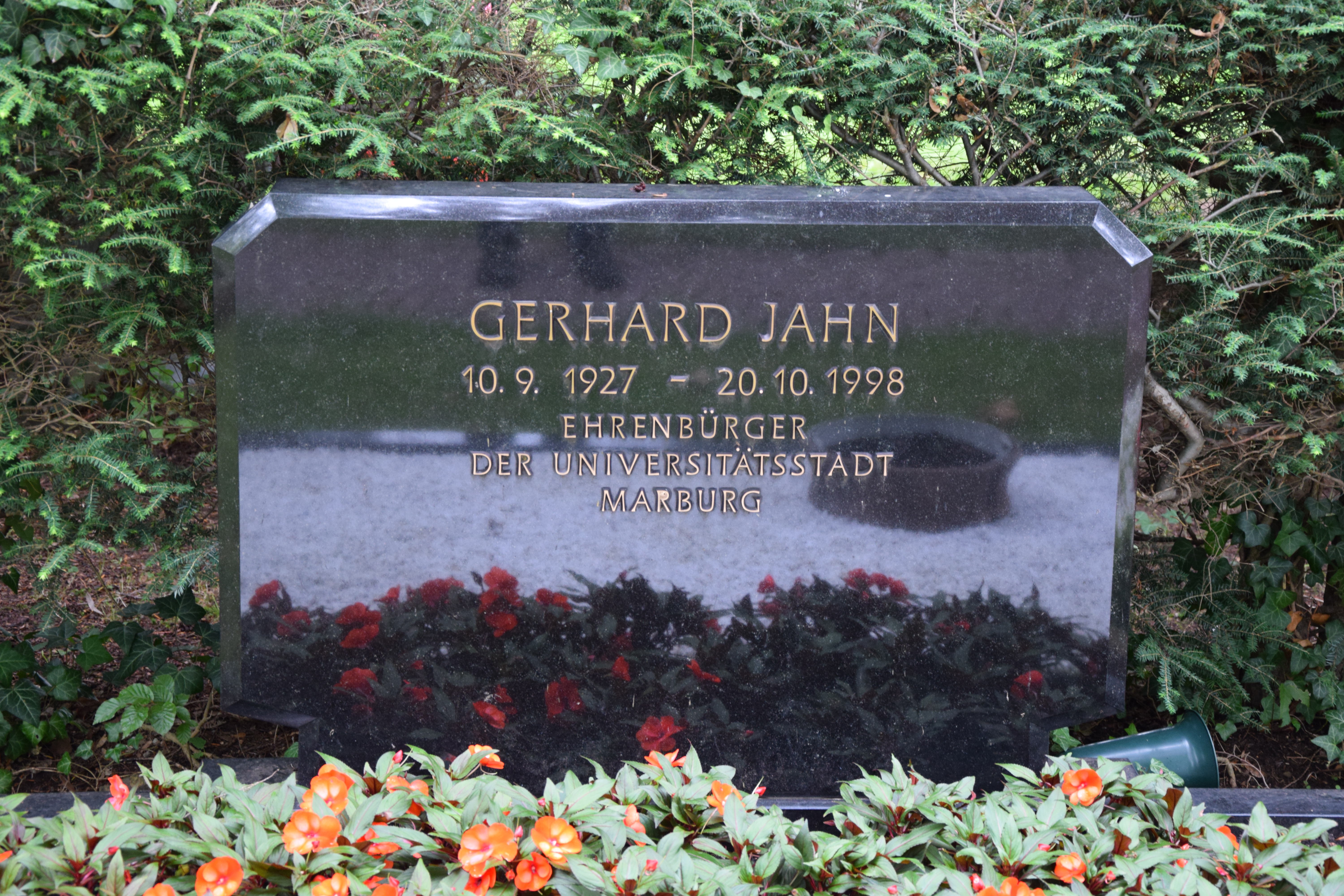
Grab von Gerhard Jahn auf dem Marburger Hauptfriedhof (2017)

### Gesellschaftliche Ämter
Von 1979 bis 1995 war er Präsident des Deutschen Mieterbundes. In seiner Amtszeit baute Jahn den Mieterbund zu einer schlagkräftigen Lobby-Gruppe aus. Der Verband hatte gewaltig expandiert und zählte nun mehr als doppelt so viele Mietervereine in seiner Organisation wie zu Beginn von Jahns Amtszeit. In den östlichen Bundesländern hatte man nach der Wiedervereinigung eine solide Struktur aufgebaut und verfügte nun bundesweit über mehr als 500 Beratungsstellen.
Gerhard Jahn war zudem 1966 der Gründungspräsident der Deutsch-Israelischen Gesellschaft. Die Gesellschaft wurde ein Jahr nach Aufnahme der diplomatischen Beziehungen zwischen Deutschland und Israel gegründet. Gemeinsam mit der AvS (Arbeitsgemeinschaft verfolgter Sozialdemokraten) unterstützte Jahn die Einrichtung einer „Stiftung Wiedergutmachung“, die auch die politischen Opfer der NS-Zeit berücksichtigen sollte.

## Auszeichnungen
- Großes Verdienstkreuz der Bundesrepublik Deutschland[6] (1973)
- Ehrenbürger der Stadt Marburg (Verleihung am 10. September 1977)
- Großes Verdienstkreuz mit Stern (1979) und Schulterband der Bundesrepublik Deutschland (Verleihung am 22. Mai 1984)
- Pfeifenraucher des Jahres (1972)